# Iggenhausen
Iggenhausen ist ein Stadtteil von Lichtenau in Nordrhein-Westfalen, Deutschland und gehört zum Kreis Paderborn. Iggenhausen ist außerdem ein Teil der Region Bürener Land.

## Geografie

### Geographische Lage
Iggenhausen liegt am nördlichen Rand des Soratfeldes. Durch den Ort fließt das Schmittwasser, in unmittelbarer Nähe befindet sich das Naturschutzgebiet Sauertal. Innerhalb dieses Gebietes und südwestlich des Iggenhausener Siedlungsbereiches mündet das Schmittwasser in die Sauer.

### Nachbarorte
Beginnend im Norden grenzen an Iggenhausen im Uhrzeigersinn der Paderborner Stadtteil Dahl sowie die Lichtenauer Stadtteile Herbram, Asseln und Grundsteinheim. Diese Orte gehören alle zum Kreis Paderborn.

### Klima
Iggenhausen gehört wie Ostwestfalen-Lippe insgesamt zum ozeanischen Klimabereich Nordwestdeutschlands, dem es geringe Temperaturgegensätze und milde Winter verdankt. Allerdings sind schon kontinentale Einflüsse wirksam. So liegt die Temperatur im Sommer höher und die Nächte sind kühler als in größerer Nähe zur Küste. Die Lage am Rand des Eggegebirges bedingt ein kollines Klima der Hügellandstufe mit kühleren Temperaturen und höherem Niederschlag als in anderen Lagen des Kreisgebiets.

## Geschichte

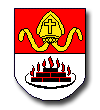
Altes Wappen von Iggenhausen

Die erste urkundliche Erwähnung Iggenhausens stammt aus dem Jahr 1239. Der Ort gehörte bis zu den Napoleonischen Kriegen zum Amt Lichtenau im Hochstift Paderborn. Im Königreich Westphalen bildete Iggenhausen von 1807 bis 1813 eine Gemeinde im Kanton Lichtenau im Departement der Fulda. 1816 kam die Gemeinde Iggenhausen zum neuen Kreis Büren, in dem sie zum Amt Lichtenau gehörte. Mit Inkrafttreten des Sauerland/Paderborn-Gesetzes am 1. Januar 1975 wurden die meisten Gemeinden des Amtes Atteln mit den Gemeinden des Amtes Lichtenau und somit auch Iggenhausen zur neuen Stadt Lichtenau zusammengelegt und kamen mit dieser zum Kreis Paderborn. Rechtsnachfolgerin der aufgelösten Ämter Atteln und Lichtenau sowie der Gemeinde Iggenhausen ist die Stadt Lichtenau.

## Politik
Ortsvorsteherin von Iggenhausen ist Hiltrud Kröger. Bei der letzten Kommunalwahl 2020 gaben die Bürger Iggenhausens ihre Stimmen bei der Wahl zum Lichtenauer Stadtrat wie folgt ab:
- CDU 73,21 %
- SPD 11,61 %
- Grüne 10,71 %
- FDP 4,46 %

## Religionen
Der weitaus überwiegende Teil der Einwohner ist römisch-katholisch.

## Kultur und Sehenswürdigkeiten
Bauwerke:

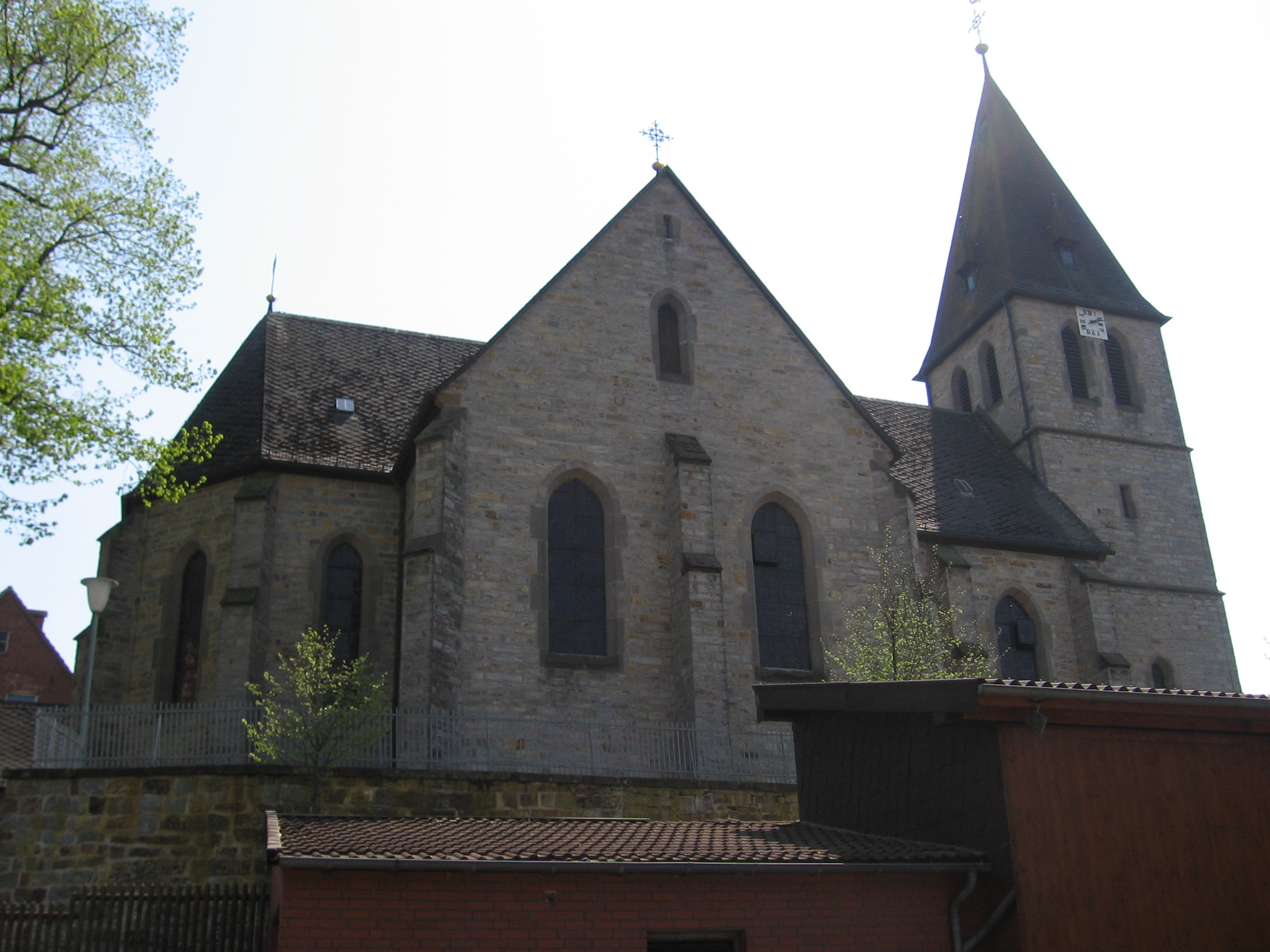
Pfarrkirche St. Alexander

- Pfarrkirche St. Alexander, die Schutzherrschaft über diese Kirche hat Alexander Carbonarius.[7]
- Wassermühle

Regelmäßige Veranstaltungen:
- Kameradschaftsfest (alle zwei Jahre)
- jährliches Maifest

Vereine:
- Musikkapelle Iggenhausen e. V.